# Бридоар
Бридоар (фр. Bridoire) насеље је и општина у источној Француској у региону Рона-Алпи, у департману Савоја која припада префектури Шамбери.
По подацима из 2011. године у општини је живело 1185 становника, а густина насељености је износила 191,75 становника/km². Општина се простире на површини од 6,18 km². Налази се на средњој надморској висини од 268 метара (максималној 527 m, а минималној 250 m).

## Демографија
| 1962. | 1968. | 1975. | 1982. | 1990. | 1999. | 2011. |
| ----- | ----- | ----- | ----- | ----- | ----- | ----- |
| 964   | 1.027 | 1.002 | 1.035 | 1.115 | 1.088 | 1.185 |

График промене броја становника у току последњих година